# Nieznajoma z Sekwany (wiersz)

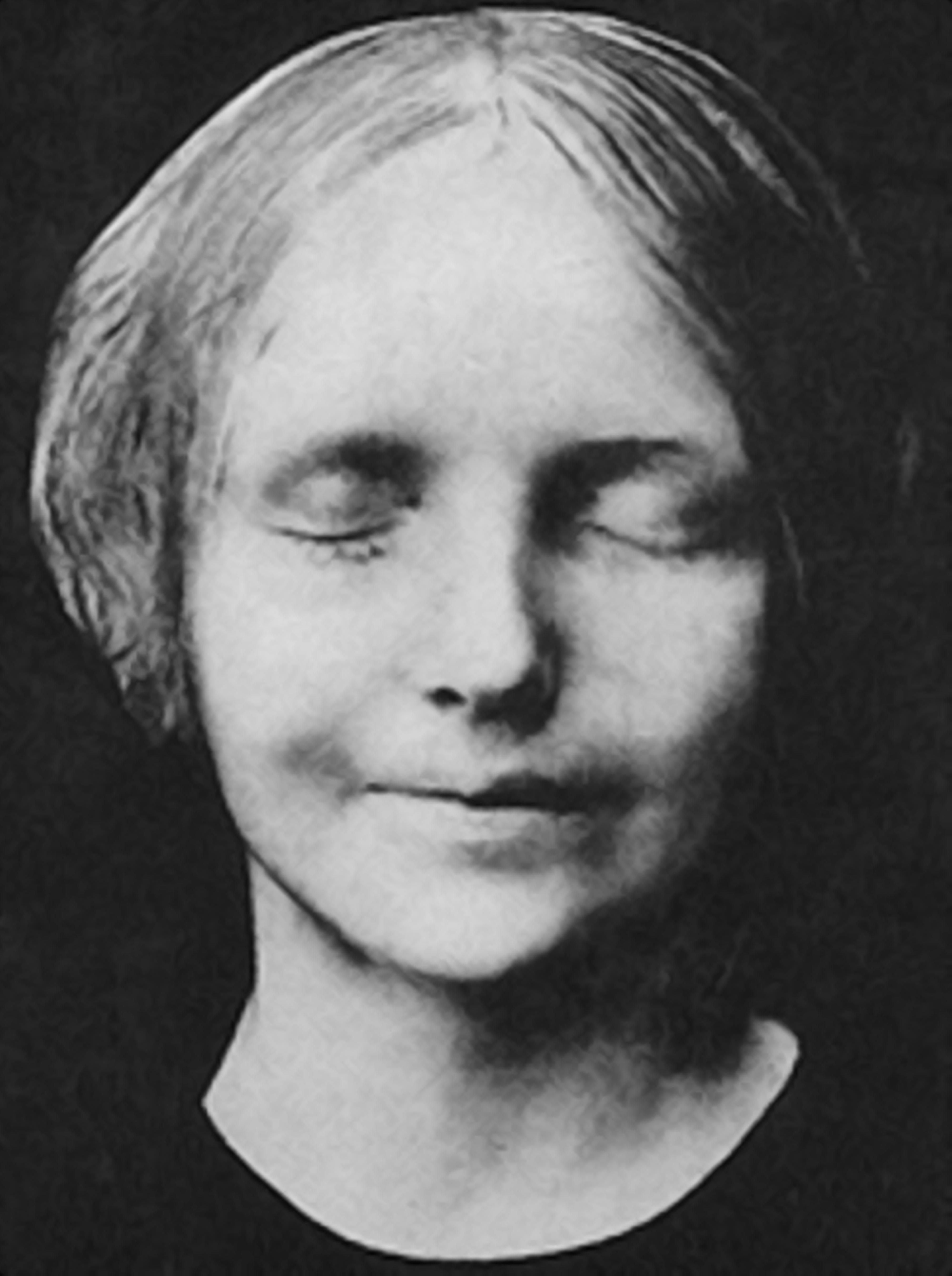
Maska pośmiertna nieznajomej z Sekwany

Nieznajoma z Sekwany (cz. Neznámá ze Seiny) – wiersz czeskiego poety Vitězslava Nezvala opublikowany w zbiorze Básně noci (Wiersze nocy) w 1930. Utwór jest napisany sześciostopowcem trocheicznym, zasadniczo parzyście rymowanym, podobnie jak Edison i Signál času. Bohaterką wiersza jest niezidentyfikowana ofiara wyłowiona z Sekwany w latach osiemdziesiątych XIX wieku i nazwana L'Inconnue de la Seine.
Na język polski wiersz Nezvala tłumaczyli Kazimierz Andrzej Jaworski, Józef Waczków i Adam Włodek.